# گامو هیده‌یوکی
گامو هیده‌یوکی (به ژاپنی: 蒲生 秀行 Gamō Hideyuki); ۱ ژانویهٔ ۱۵۸۳ – ۱۳ ژوئن ۱۶۱۲) سامورایی، دایمیو، پسر گامو اوجیساتو در قلمرو آیزو اهل ژاپن بود. هیدیوکی که یک مسیحی کاتولیک بود، پس از مرگ پدرش در سال ۱۵۹۵ به اوتسونومیا (۱۸۰۰۰۰ ککو) در ولایت شیموتسوکه منتقل شد.
در سال ۱۶۰۰، آیزو به ارزش ۶۰۰۰۰۰ ککو به او داده شد. این بخشی از تیول پدرش بود. همسر او سومین دختر توکوگاوا ایه‌یاسو، به نام فوری‌هیمه (正清院)  بود.